# Coupe d'Angleterre de football 2010-2011
Navigation
Coupe d'Angleterre 2009-2010 Coupe d'Angleterre 2011-2012
La Coupe d'Angleterre de football 2010-2011 est la 130e édition de la Coupe d'Angleterre de football.
Elle a été gagnée par Manchester City face à Stoke City sur le score de 1-0.
La compétition débute le 14 août 2010 avec le tour extra-préliminaire et se termine le 14 mai 2011 avec la finale à Wembley.

## Calendrier de l'épreuve
| Tour                            | Date des premiers matchs | Rencontres | Rencontres | Clubs     |
| Tour                            | Date des premiers matchs | Joués      | Rejoués    | Clubs     |
| ------------------------------- | ------------------------ | ---------- | ---------- | --------- |
| Tour extra-préliminaire         | 14 août 2010             | 201        | 36         | 759 → 558 |
| Tour préliminaire               | 28 août 2010             | 166        | 39         | 558 → 392 |
| Premier tour de qualification   | 11 septembre 2010        | 116        | 21         | 392 → 276 |
| Deuxième tour de qualification  | 25 septembre 2010        | 80         | 25         | 276 → 196 |
| Troisième tour de qualification | 9 octobre 2010           | 40         | 12         | 196 → 156 |
| Quatrième tour de qualification | 23 octobre 2010          | 32         | 8          | 156 → 124 |
| Premier tour                    | 6 novembre 2010          | 40         | 14         | 124 → 84  |
| Deuxième tour                   | 27 novembre 2010         | 20         | 5          | 84 → 64   |
| Troisième tour                  | 8 janvier 2011           | 32         | 4          | 64 → 32   |
| Quatrième tour                  | 29 janvier 2011          | 16         | 3          | 32 → 16   |
| Cinquième tour                  | 19 février 2011          | 8          | -          | 16 → 8    |
| Sixième tour                    | 12 mars 2011             | 4          | -          | 8 → 4     |
| Demi-finales                    | 16 avril 2011            | 2          | -          | 4 → 2     |
| Finale                          | 14 mai 2011              | 1          | -          | 2 → 1     |

## Quatrième tour
| 29 janvier 2011 | Torquay United | 0-1   | Crawley Town |                                                                   |                                                                   |
| 15 h 15         |                | (0-1) | 39e Tubbs    | Plainmor (Torquay) Spectateurs : 5 065 Arbitrage : Darren Deadman | Plainmor (Torquay) Spectateurs : 5 065 Arbitrage : Darren Deadman |
| 15 h 15         | (Rapport)      |       |              | Plainmor (Torquay) Spectateurs : 5 065 Arbitrage : Darren Deadman | Plainmor (Torquay) Spectateurs : 5 065 Arbitrage : Darren Deadman |

| 29 janvier 2011 | Watford   | 0-1   | Brighton   |                                                                     |                                                                     |
| 15 h            |           | (0-1) | 16e Barnes | Vicarage Road (Watford) Spectateurs : 14 519 Arbitrage : El Iderton | Vicarage Road (Watford) Spectateurs : 14 519 Arbitrage : El Iderton |
| 15 h            | (Rapport) |       |            | Vicarage Road (Watford) Spectateurs : 14 519 Arbitrage : El Iderton | Vicarage Road (Watford) Spectateurs : 14 519 Arbitrage : El Iderton |

| 29 janvier 2011 | Bolton    | 0-0   | Wigan |                                                                         |                                                                         |
| 15 h            |           | (0-0) |       | Reebok Stadium (Bolton) Spectateurs : 14 950 Arbitrage : Andre Marriner | Reebok Stadium (Bolton) Spectateurs : 14 950 Arbitrage : Andre Marriner |
| 15 h            | (Rapport) |       |       | Reebok Stadium (Bolton) Spectateurs : 14 950 Arbitrage : Andre Marriner | Reebok Stadium (Bolton) Spectateurs : 14 950 Arbitrage : Andre Marriner |

| 30 janvier 2011 | Arsenal                                | 2-1   | Huddersfield Town |                                                                         |                                                                         |
| 12 h            | Clarke 22e (csc) · Fàbregas 86e (pen.) | (1-0) | 66e Lee           | Emirates Stadium (Londres) Spectateurs : 59 375 Arbitrage : Clattenburg | Emirates Stadium (Londres) Spectateurs : 59 375 Arbitrage : Clattenburg |
| 12 h            | (Rapport)                              |       |                   | Emirates Stadium (Londres) Spectateurs : 59 375 Arbitrage : Clattenburg | Emirates Stadium (Londres) Spectateurs : 59 375 Arbitrage : Clattenburg |

| 30 janvier 2011 | Fulham                                                | 4-0   | Tottenham Hotspur |                                                                |                                                                |
| 16 h 30         | Murphy 11e 14e (pen.) · Hangeland 23e · Dembélé 45+3e | (4-0) |                   | Craven Cottage (Londres) Spectateurs : 21 829 Arbitrage : Dowd | Craven Cottage (Londres) Spectateurs : 21 829 Arbitrage : Dowd |
| 16 h 30         | (Rapport)                                             |       |                   | Craven Cottage (Londres) Spectateurs : 21 829 Arbitrage : Dowd | Craven Cottage (Londres) Spectateurs : 21 829 Arbitrage : Dowd |

| 29 janvier 2011 | Everton   | 1-1   | Chelsea   |                                                                        |                                                                        |
| 12 h 30         | Saha 62e  | (0-0) | 75e Kalou | Goodison Park (Liverpool) Spectateurs : 28 376 Arbitrage : Howard Webb | Goodison Park (Liverpool) Spectateurs : 28 376 Arbitrage : Howard Webb |
| 12 h 30         | (Rapport) |       |           | Goodison Park (Liverpool) Spectateurs : 28 376 Arbitrage : Howard Webb | Goodison Park (Liverpool) Spectateurs : 28 376 Arbitrage : Howard Webb |

| 29 janvier 2011 | Southampton | 1-2   | Manchester United         |                                                                                  |                                                                                  |
| 17 h 15         | Chaplow 45e | (1-0) | 65e Owen · 75e Chicharito | St Mary's Stadium (Southampton) Spectateurs : 28 792 Arbitrage : Martin Atkinson | St Mary's Stadium (Southampton) Spectateurs : 28 792 Arbitrage : Martin Atkinson |
| 17 h 15         | (Rapport)   |       |                           | St Mary's Stadium (Southampton) Spectateurs : 28 792 Arbitrage : Martin Atkinson | St Mary's Stadium (Southampton) Spectateurs : 28 792 Arbitrage : Martin Atkinson |

| 29 janvier 2011 | Swansea City    | 1-2   | Leyton Orient              |                                                                          |                                                                          |
| 12 h 50         | van der Gun 45e | (1-1) | 35e Smith · 88e (csc) Tate | Liberty Stadium (Swansea) Spectateurs : 6 281 Arbitrage : Stuart Attwell | Liberty Stadium (Swansea) Spectateurs : 6 281 Arbitrage : Stuart Attwell |
| 12 h 50         | (Rapport)       |       |                            | Liberty Stadium (Swansea) Spectateurs : 6 281 Arbitrage : Stuart Attwell | Liberty Stadium (Swansea) Spectateurs : 6 281 Arbitrage : Stuart Attwell |

| 29 janvier 2011 | Burnley                         | 3-1   | Burton Albion   |                                                                    |                                                                    |
| 15 h            | Eagles 29e 70e · Paterson 90+4e | (1-0) | 80e Calvin Zola | Turf Moor (Burnley) Spectateurs : 11 664 Arbitrage : Jonathan Moss | Turf Moor (Burnley) Spectateurs : 11 664 Arbitrage : Jonathan Moss |
| 15 h            | (Rapport)                       |       |                 | Turf Moor (Burnley) Spectateurs : 11 664 Arbitrage : Jonathan Moss | Turf Moor (Burnley) Spectateurs : 11 664 Arbitrage : Jonathan Moss |

| 29 janvier 2011 | Birmingham City                          | 3-2   | Coventry City       |                                                                     |                                                                     |
| 15 h            | Bentley 35e · Parnaby 67e · Phillips 73e | (1-2) | 11e King · 26e Wood | St Andrew's (Birmingham) Spectateurs : 16 669 Arbitrage : Mike Dean | St Andrew's (Birmingham) Spectateurs : 16 669 Arbitrage : Mike Dean |
| 15 h            | (Rapport)                                |       |                     | St Andrew's (Birmingham) Spectateurs : 16 669 Arbitrage : Mike Dean | St Andrew's (Birmingham) Spectateurs : 16 669 Arbitrage : Mike Dean |

| 30 janvier 2011 | Wolverhampton Wanderers | 0-1   | Stoke City |                                                                         |                                                                         |
| 13 h            |                         | (0-0) | 81e Huth   | Molineux Stadium (Wolverhampton) Spectateurs : 11 967 Arbitrage : Jones | Molineux Stadium (Wolverhampton) Spectateurs : 11 967 Arbitrage : Jones |
| 13 h            | (Rapport)               |       |            | Molineux Stadium (Wolverhampton) Spectateurs : 11 967 Arbitrage : Jones | Molineux Stadium (Wolverhampton) Spectateurs : 11 967 Arbitrage : Jones |

| 30 janvier 2011 | Notts County | 1-1   | Manchester City |                                                               |                                                               |
| 14 h            | Bishop 59e   | (0-0) | 80e Džeko       | Meadow Lane (Nottingham) Spectateurs : 16 587 Arbitrage : Foy | Meadow Lane (Nottingham) Spectateurs : 16 587 Arbitrage : Foy |
| 14 h            | (Rapport)    |       |                 | Meadow Lane (Nottingham) Spectateurs : 16 587 Arbitrage : Foy | Meadow Lane (Nottingham) Spectateurs : 16 587 Arbitrage : Foy |

| 29 janvier 2011 | Stevenage   | 1-2   | Reading                    |                                                                          |                                                                          |
| 15 h            | Charles 72e | (0-1) | 23e Leigertwood · 87e Long | Broadhall Way (Stevenage) Spectateurs : 6 614 Arbitrage : Anthony Taylor | Broadhall Way (Stevenage) Spectateurs : 6 614 Arbitrage : Anthony Taylor |
| 15 h            | (Rapport)   |       |                            | Broadhall Way (Stevenage) Spectateurs : 6 614 Arbitrage : Anthony Taylor | Broadhall Way (Stevenage) Spectateurs : 6 614 Arbitrage : Anthony Taylor |

| 29 janvier 2011 | Aston Villa                            | 3-1   | Blackburn   |                                                                      |                                                                      |
| 13 h            | Clark 11e · Pirès 35e · Delfouneso 42e | (3-1) | 18e Kalinić | Villa Park (Birmingham) Spectateurs : 26 067 Arbitrage : Lee Probert | Villa Park (Birmingham) Spectateurs : 26 067 Arbitrage : Lee Probert |
| 13 h            | (Rapport)                              |       |             | Villa Park (Birmingham) Spectateurs : 26 067 Arbitrage : Lee Probert | Villa Park (Birmingham) Spectateurs : 26 067 Arbitrage : Lee Probert |

| 30 janvier 2011 | West Ham United          | 3-2   | Nottingham Forest            |                                                                    |                                                                    |
| 14 h            | Obinna 4e 42e 52e (pen.) | (2-2) | 18e Adebola · 40e McGoldrick | Boleyn Ground (Upton Park) Spectateurs : 29 287 Arbitrage : Oliver | Boleyn Ground (Upton Park) Spectateurs : 29 287 Arbitrage : Oliver |
| 14 h            | (Rapport)                |       |                              | Boleyn Ground (Upton Park) Spectateurs : 29 287 Arbitrage : Oliver | Boleyn Ground (Upton Park) Spectateurs : 29 287 Arbitrage : Oliver |

| 29 janvier 2011 | Sheffield Wednesday                         | 4-1   | Hereford United |                                                                        |                                                                        |
| 15 h            | Potter 15e · Morrison 69e 79e · Johnson 77e | (1-1) | 9e Fleetwood    | Hillsborough (Sheffield) Spectateurs : 16 578 Arbitrage : Steve Tanner | Hillsborough (Sheffield) Spectateurs : 16 578 Arbitrage : Steve Tanner |
| 15 h            | (Rapport)                                   |       |                 | Hillsborough (Sheffield) Spectateurs : 16 578 Arbitrage : Steve Tanner | Hillsborough (Sheffield) Spectateurs : 16 578 Arbitrage : Steve Tanner |

### Matchs rejoués
| 16 février 2011 | Wigan     | 0-1   | Bolton      |                                                                |                                                                |
| 19 h 45         |           | (0-0) | 66e Klasnić | Reebok Stadium, Horwich Spectateurs : 7 515 Arbitrage : Oliver | Reebok Stadium, Horwich Spectateurs : 7 515 Arbitrage : Oliver |
| 19 h 45         | (Rapport) |       |             | Reebok Stadium, Horwich Spectateurs : 7 515 Arbitrage : Oliver | Reebok Stadium, Horwich Spectateurs : 7 515 Arbitrage : Oliver |

| 19 février 2011 | Chelsea                                   | 1-1 3-4 t. a. b. | Everton                                         |                                                                |                                                                |
| 12 h 30         | Lampard 104e                              | (0-0)            | 119e Baines                                     | Stamford Bridge, Londres Spectateurs : 41 113 Arbitrage : Dowd | Stamford Bridge, Londres Spectateurs : 41 113 Arbitrage : Dowd |
| 12 h 30         | (Rapport)                                 |                  |                                                 | Stamford Bridge, Londres Spectateurs : 41 113 Arbitrage : Dowd | Stamford Bridge, Londres Spectateurs : 41 113 Arbitrage : Dowd |
| 12 h 30         | Lampard · Drogba · Anelka · Essien · Cole | Tirs au but 3-4  | Baines · Jagielka · Arteta · Heitinga · Neville | Stamford Bridge, Londres Spectateurs : 41 113 Arbitrage : Dowd | Stamford Bridge, Londres Spectateurs : 41 113 Arbitrage : Dowd |

| 20 février 2011 | Manchester City                                         | 5-0   | Notts County |                                                                               |                                                                               |
| 14 h            | Vieira 37e 58e · Tévez 84e · Džeko 89e · Richards 90+1e | (1-0) |              | City of Manchester Stadium, Manchester Spectateurs : 27 276 Arbitrage : Jones | City of Manchester Stadium, Manchester Spectateurs : 27 276 Arbitrage : Jones |
| 14 h            | (Rapport)                                               |       |              | City of Manchester Stadium, Manchester Spectateurs : 27 276 Arbitrage : Jones | City of Manchester Stadium, Manchester Spectateurs : 27 276 Arbitrage : Jones |

## Cinquième tour
| 19 février 2011 | Birmingham City                          | 3-0   | Sheffield Wednesday |                                                                 |                                                                 |
| 15 h            | Beausejour 6e · Martins 17e · Murphy 53e | (2-0) |                     | St Andrew's, Birmingham Spectateurs : 14 607 Arbitrage : Taylor | St Andrew's, Birmingham Spectateurs : 14 607 Arbitrage : Taylor |
| 15 h            | (Rapport)                                |       |                     | St Andrew's, Birmingham Spectateurs : 14 607 Arbitrage : Taylor | St Andrew's, Birmingham Spectateurs : 14 607 Arbitrage : Taylor |

| 1er mars 2011 | Everton   | 0-1   | Reading   |                          |                          |
| 19 h 30       |           | (0-1) | Mills 26e | Goodison Park, Liverpool | Goodison Park, Liverpool |
| 19 h 30       | (Rapport) |       |           | Goodison Park, Liverpool | Goodison Park, Liverpool |

| 20 février 2011 | Fulham    | 0-1   | Bolton      |                                                                  |                                                                  |
| 15 h            |           | (0-1) | 19e Klasnić | Craven Cottage, Londres Spectateurs : 19 571 Arbitrage : Attwell | Craven Cottage, Londres Spectateurs : 19 571 Arbitrage : Attwell |
| 15 h            | (Rapport) |       |             | Craven Cottage, Londres Spectateurs : 19 571 Arbitrage : Attwell | Craven Cottage, Londres Spectateurs : 19 571 Arbitrage : Attwell |

| 20 février 2011 | Leyton Orient | 1-1   | Arsenal     |                                                               |                                                               |
| 16 h 30         | Téhoué 89e    | (0-0) | 53e Rosický | Brisbane Road, Londres Spectateurs : 9 136 Arbitrage : Friend | Brisbane Road, Londres Spectateurs : 9 136 Arbitrage : Friend |
| 16 h 30         | (Rapport)     |       |             | Brisbane Road, Londres Spectateurs : 9 136 Arbitrage : Friend | Brisbane Road, Londres Spectateurs : 9 136 Arbitrage : Friend |

| 2 mars 2011 | Manchester City                      | 3-0   | Aston Villa |                                        |                                        |
| 19 h 45     | Touré 5e · Balotelli 25e · Silva 70e | (2-0) |             | City of Manchester Stadium, Manchester | City of Manchester Stadium, Manchester |
| 19 h 45     | (Rapport)                            |       |             | City of Manchester Stadium, Manchester | City of Manchester Stadium, Manchester |

| 19 février 2011 | Manchester United | 1-0   | Crawley Town |                                                                   |                                                                   |
| 17 h 15         | Brown 28e         | (1-0) |              | Old Trafford, Manchester Spectateurs : 74 778 Arbitrage : Probert | Old Trafford, Manchester Spectateurs : 74 778 Arbitrage : Probert |
| 17 h 15         | (Rapport)         |       |              | Old Trafford, Manchester Spectateurs : 74 778 Arbitrage : Probert | Old Trafford, Manchester Spectateurs : 74 778 Arbitrage : Probert |

| 19 février 2011 | Stoke City                              | 3-0   | Brighton |                                                                            |                                                                            |
| 15 h            | Carew 14e · Walters 22e · Shawcross 43e | (3-0) |          | Britannia Stadium, Stoke-on-Trent Spectateurs : 21 312 Arbitrage : H. Webb | Britannia Stadium, Stoke-on-Trent Spectateurs : 21 312 Arbitrage : H. Webb |
| 15 h            | (Rapport)                               |       |          | Britannia Stadium, Stoke-on-Trent Spectateurs : 21 312 Arbitrage : H. Webb | Britannia Stadium, Stoke-on-Trent Spectateurs : 21 312 Arbitrage : H. Webb |

| 21 février 2011 | West Ham United                                          | 5-1   | Burnley       |                                                                             |                                                                             |
| 20 h            | Hitzlsperger 23e · Cole 48e 50e · Reid 59e · Sears 90+3e | (1-0) | 71e Rodriguez | Boleyn Ground (Upton Park) Spectateurs : 30 000 Arbitrage : Martin Atkinson | Boleyn Ground (Upton Park) Spectateurs : 30 000 Arbitrage : Martin Atkinson |
| 20 h            | (Rapport)                                                |       |               | Boleyn Ground (Upton Park) Spectateurs : 30 000 Arbitrage : Martin Atkinson | Boleyn Ground (Upton Park) Spectateurs : 30 000 Arbitrage : Martin Atkinson |

### Matchs rejoués
| 2 mars 2011 | Arsenal                                               | 5-0   | Leyton Orient |                                                                  |                                                                  |
| 20 h 45     | Chamakh 7e · Bendtner 30e 43e 62e (pen.) · Clichy 75e | (3-0) |               | Emirates Stadium, Londres Spectateurs : 59 361 Arbitrage : Mason | Emirates Stadium, Londres Spectateurs : 59 361 Arbitrage : Mason |
| 20 h 45     | (Rapport)                                             |       |               | Emirates Stadium, Londres Spectateurs : 59 361 Arbitrage : Mason | Emirates Stadium, Londres Spectateurs : 59 361 Arbitrage : Mason |

## Quarts de finale
| 12 mars 2011 | Birmingham City           | 2-3   | Bolton                                     |                                                               |                                                               |
| 13 h 45      | Jerome 38e · Phillips 80e | (1-1) | Elmander 21e · Davies 66e (pen.) · Lee 90e | St Andrew's, Birmingham Spectateurs : 23 699 Arbitrage : Dowd | St Andrew's, Birmingham Spectateurs : 23 699 Arbitrage : Dowd |
| 13 h 45      | (Rapport)                 |       |                                            | St Andrew's, Birmingham Spectateurs : 23 699 Arbitrage : Dowd | St Andrew's, Birmingham Spectateurs : 23 699 Arbitrage : Dowd |

| 12 mars 2011 | Manchester United      | 2-0   | Arsenal |                                                               |                                                               |
| 18 h 15      | Fábio 28e · Rooney 49e | (1-0) |         | Old Trafford, Manchester Spectateurs : 74 693 Arbitrage : Foy | Old Trafford, Manchester Spectateurs : 74 693 Arbitrage : Foy |
| 18 h 15      | (Rapport)              |       |         | Old Trafford, Manchester Spectateurs : 74 693 Arbitrage : Foy | Old Trafford, Manchester Spectateurs : 74 693 Arbitrage : Foy |

| 13 mars 2011 | Stoke City                  | 2-1   | West Ham United |                                                                          |                                                                          |
| 15 h         | Huth 12e · Higginbotham 63e | (1-1) | Piquionne 30e   | Britannia Stadium, Stoke-on-Trent Spectateurs : 24 550 Arbitrage : Jones | Britannia Stadium, Stoke-on-Trent Spectateurs : 24 550 Arbitrage : Jones |
| 15 h         | (Rapport)                   |       |                 | Britannia Stadium, Stoke-on-Trent Spectateurs : 24 550 Arbitrage : Jones | Britannia Stadium, Stoke-on-Trent Spectateurs : 24 550 Arbitrage : Jones |

| 13 mars 2011 | Manchester City | 1-0   | Reading |                                                            |                                                            |
| 17 h 45      | Richards 74e    | (0-0) |         | City of Manchester Stadium, Manchester Arbitrage : Probert | City of Manchester Stadium, Manchester Arbitrage : Probert |
| 17 h 45      | (Rapport)       |       |         | City of Manchester Stadium, Manchester Arbitrage : Probert | City of Manchester Stadium, Manchester Arbitrage : Probert |

## Demi-finales
| 16 avril 2011 | Manchester City | 1-0   | Manchester United |                          |                          |
| 15 h          | Touré 52e       | (0-0) |                   | Wembley Stadium, Londres | Wembley Stadium, Londres |

| 17 avril 2011 | Bolton | 0-5   | Stoke City                                               |                          |                          |
| 15 h          |        | (0-3) | Etherington 11e · Huth 17e · Jones 30e · Walters 68e 81e | Wembley Stadium, Londres | Wembley Stadium, Londres |

## Finale
| Titulaires : |  |
| |  |
| 25 Joe Hart · 2 Micah Richards · 4 Vincent Kompany · 19 Joleon Lescott · 13 Aleksandar Kolarov · 34 Nigel de Jong · 18 Gareth Barry 73e · 42 Yaya Touré · 21 David Silva 90e · 45 Mario Balotelli · 32 Carlos Tévez (c) 88e · |  |
| Remplaçants : |  |
| 1 Shay Given · 5 Pablo Zabaleta 88e · 7 James Milner · 10 Edin Džeko · 11 Adam Johnson 73e · 24 Patrick Vieira 90e · 38 Dedryck Boyata ·                                                                                      |  |
| Entraîneur : |  |
| Roberto Mancini |  |

| Titulaires : |  |
| |  |
| 29 Thomas Sørensen · 28 Andy Wilkinson · 17 Ryan Shawcross (c) · 4 Robert Huth · 12 Marc Wilson · 16 Jermaine Pennant · 6 Glenn Whelan 85e · 24 Rory Delap 81e · 26 Matthew Etherington 62e · 9 Kenwyne Jones · 19 Jonathan Walters · |  |
| Remplaçants : |  |
| 27 Carlo Nash · 5 Danny Collins · 14 Danny Pugh 85e · 15 Salif Diao · 18 Dean Whitehead 62e · 22 John Carew 81e · 25 Abdoulaye Diagne-Faye ·                                                                                          |  |
| Entraîneur : |  |
| Tony Pulis |  |

| Titulaires : |  |
| |  |
| 25 Joe Hart · 2 Micah Richards · 4 Vincent Kompany · 19 Joleon Lescott · 13 Aleksandar Kolarov · 34 Nigel de Jong · 18 Gareth Barry 73e · 42 Yaya Touré · 21 David Silva 90e · 45 Mario Balotelli · 32 Carlos Tévez (c) 88e · |  |
| Remplaçants : |  |
| 1 Shay Given · 5 Pablo Zabaleta 88e · 7 James Milner · 10 Edin Džeko · 11 Adam Johnson 73e · 24 Patrick Vieira 90e · 38 Dedryck Boyata ·                                                                                      |  |
| Entraîneur : |  |
| Roberto Mancini |  |

| Titulaires : |  |
| |  |
| 29 Thomas Sørensen · 28 Andy Wilkinson · 17 Ryan Shawcross (c) · 4 Robert Huth · 12 Marc Wilson · 16 Jermaine Pennant · 6 Glenn Whelan 85e · 24 Rory Delap 81e · 26 Matthew Etherington 62e · 9 Kenwyne Jones · 19 Jonathan Walters · |  |
| Remplaçants : |  |
| 27 Carlo Nash · 5 Danny Collins · 14 Danny Pugh 85e · 15 Salif Diao · 18 Dean Whitehead 62e · 22 John Carew 81e · 25 Abdoulaye Diagne-Faye ·                                                                                          |  |
| Entraîneur : |  |
| Tony Pulis |  |

| Manchester City | Stoke City |